# Richard Pickersgill
Richard Pickersgill (* 18. April 1749 in West Tanfield, North Yorkshire, England; † Juli 1779 in London) war ein englischer Marineoffizier, der den Seefahrer und Entdecker James Cook auf zwei seiner Südseereisen begleitet hat.
Richard Pickersgill wurde im Jahr 1749 in West Tanfield, unweit von Ripon, als Sohn von Richard und Ann Pickersgill (geb. Lee) geboren. Pickersgill war der Neffe von John Lee, dem Diener von George Jackson, ein leitender Angestellter in der Admiralität. Es wird angenommen, dass sein Onkel es geschafft hat, ihn durch seine Beziehungen auf seinen ersten Schiffen zu postieren.
Im Jahr 1766, im Alter von 17 Jahren, nahm er an der Weltumsegelung unter Kapitän Samuel Wallis auf der Dolphin teil. Zwei Jahre später, am 26. August 1768, gehörte Pickersgill als Unteroffizier zur Mannschaft der Endeavour, die mit James Cook zu dessen erster Südseereise aufbrach. Auf dieser Reise beeindruckte er auch Cook, der eine hohe Meinung von seinen Fähigkeiten als Landvermesser, seinem Umgang mit den eingeborenen Völkern, denen sie begegneten, und seinem Urteil hatte. Als Robert Molineux, der Kapitän der Endeavour, auf der Rückreise nach England starb, wurde Pickersgill am 16. April 1771 zum Master (Steuermann) befördert. Nach seiner Rückkehr nach London wurde Pickersgill auf Cooks Empfehlung zum Lieutenant befördert. Am 13. Juli 1772 begann Cook seine zweite Entdeckungsreise mit der Resolution und Richard Pickersgill gehörte als dritter Offizier wieder zur Mannschaft.
Er begleitete Cook nicht auf seiner dritten Reise, sondern bekam im April 1776 das Kommando über das Schiff Lyon und wurde zur Baffin Bay an der Ostküste Kanadas geschickt.
Richard Pickersgill starb im Jahre 1779 im Alter von 30 Jahren, als er beim Betreten eines Schiffes versehentlich in die Themse fiel und dabei ertrank.
Nach Richard Pickersgill wurden die Pickersgill-Inseln im Südatlantik sowie Pickersgill Harbour, ein Naturhafen in Neuseeland, benannt.